# Excite
Excite är en uppsättning portaler, på ett flertal språk, och en sökmotor.
Grunden för Excite lades 1993 när sex klasskamrater från Stanford – Graham Spencer, Joe Kraus, Ben Lutch, Mark Van Haren, Ryan McIntyre och Martin Reinfried – lanserade Architext Software. Detta blev senare sökmotorn Ecxite. År 1999 slogs den samman med @Home 1999, vilket kostade @Home 7,2 miljarder dollar, och två år senare stod det klart att företaget hade stora ekonomiska problem. I augusti 2001 var webbsidan den sjunde mest besökta webbplatsen på webben med 28,7 miljoner unika besökare. Men 2002 ansökte företaget bakom om konkursskydd. Företaget hade något år tidigare varit värt miljarder på börsen, men utan att kunna redovisa några vinster. Under andra kvartalet 2002 stod Excite-portalen för det mesta av Excite@Homes förluster på 65 miljoner dollar.